# PQ–6-os konvoj
A PQ–6-0s konvoj egy hajókaraván volt a második világháborúban, amelyet a szövetségesek a Szovjetunióba indítottak. A 8 kereskedelmi hajó és kísérőik 1941. december 8-án indultak útnak az izlandi Hvalfjörðurból, és december 20-án valamennyien megérkeztek Arhangelszkbe. A PQ kód azt jelentette, hogy a rakomány nyugatról tart a Szovjetunióba, a 6 a sorszámát jelöli.

## A hajók

### Kereskedelmi hajók
| A hajó neve  | Nemzetisége        | Vízkiszorítása (brt) |
| ------------ | ------------------ | -------------------- |
| El Mirlo     | Egyesült Királyság | 8092                 |
| El Oceano    | Panama             | 6767                 |
| Elona        | Egyesült Királyság | 6192                 |
| Empire Mavis | Egyesült Királyság | 5704                 |
| Explorer     | Egyesült Királyság | 6235                 |
| Gyekabriszt  | Szovjetunió        | 7363                 |
| Mount Evans  | Panama             | 5536                 |
| Zamalek      | Egyesült Királyság | 1567                 |

### Kísérőhajók
| A hajó neve        | Nemzetisége        | Típusa                   |
| ------------------ | ------------------ | ------------------------ |
| HMS Cape Argona    | Egyesült Királyság | Tengeralattjáró-elhárító |
| HMS Echo           | Egyesült Királyság | Romboló                  |
| HMS Edinburgh      | Egyesült Királyság | Könnyűcirkáló            |
| HMS Escapade       | Egyesült Királyság | Romboló                  |
| HMS Hazard         | Egyesült Királyság | Aknaszedő                |
| HMS Hugh Walpole   | Egyesült Királyság | Tengeralattjáró-elhárító |
| HMS Leda           | Egyesült Királyság | Aknaszedő                |
| HMS Stella Capella | Egyesült Királyság | Tengeralattjáró-elhárító |